# 徐基麟
徐基麟（1999年8月9日—），為台灣的棒球選手，曾效力於美國職棒費城費城人，最高層級為1A。目前效力於中華職棒中信兄弟，守備位置為投手。

## 生平
小學就讀金潭國小，因為父親同時也是該校的棒球隊教練，因此徐基麟從小學就開始打棒球。2011年入選世界少棒大賽，並獲得亞太區冠軍。但在小學六年級時卻因罹患腎臟病需要長期吃藥控制，直到2014年於華南金控盃全國青少棒錦標賽擔任高雄市隊的守護神，賽會結束後當選MVP，後入選15U世界盃棒球賽，並於2015年1月獲得「陳偉殷棒球獎學金」，成功對抗病魔。
2017年，入選U-18世界盃棒球賽，但因為手傷於該屆賽會無出賽紀錄。
2018年2月8日，加盟台中運動家成棒隊。7月12日，和費城費城人隊簽約，正式挑戰美國職棒大聯盟。
2019年，是旅美的首個賽季，但整季只在新人聯盟出賽1場比賽擔任先發投手，只投0.2局失3分，防禦率40.50。
2021年，升上1A，並在7月24日拿下1A首勝，總計在1A出賽2場比賽，1勝1敗、防禦率3.38。並入選因COVID-19疫情影響而延期一年的U-23世界盃棒球賽。
2022年1月7日，遭到費城人隊釋出，並在4月9日和中華職棒樂天桃猿隊簽下自行培訓合約，準備投入7月的選秀會。7月11日，於中華職棒選秀會上被中信兄弟隊於第二輪第13順位選中，後以2.5年、月薪新台幣20萬元加激勵獎金新台幣80萬元的合約正式加盟中信兄弟，同時入選該年的U-23世界盃棒球賽，並獲得季軍。

## 成棒國手經歷
- 2021年U-23世界盃棒球賽中華隊
- 2022年U-23世界盃棒球賽中華隊

## 職棒生涯成績
| 年度 | 球隊     | 出賽 | 先發 | 勝投 | 敗投 | 中繼 | 救援 | 完投 | 完封 | 三振 | 四死 | 責失 | 投球局數 | 自責分率 | 被上壘率 |
| ---- | -------- | ---- | ---- | ---- | ---- | ---- | ---- | ---- | ---- | ---- | ---- | ---- | -------- | -------- | -------- |
| 2023 | 中信兄弟 | 10   | 0    | 0    | 2    | 0    | 0    | 0    | 0    | 7    | 7    | 10   | 13.1     | 6.75     | 1.58     |
| 2024 | 中信兄弟 | 7    | 7    | 4    | 2    | 0    | 0    | 0    | 0    | 14   | 22   | 12   | 32.1     | 3.34     | 1.30     |
| 合計 | 2年      | 17   | 7    | 4    | 4    | 0    | 0    | 0    | 0    | 21   | 29   | 22   | 45.2     | 4.34     | 1.38     |

## 外部連結
- 徐基麟在台灣棒球維基館上的頁面（繁體中文）
- 徐基麟在中華職棒官網
- 徐基麟在Baseball-Reference.com（小聯盟以及海外聯盟）（英语）
- 徐基麟的Facebook專頁